# 四脚門

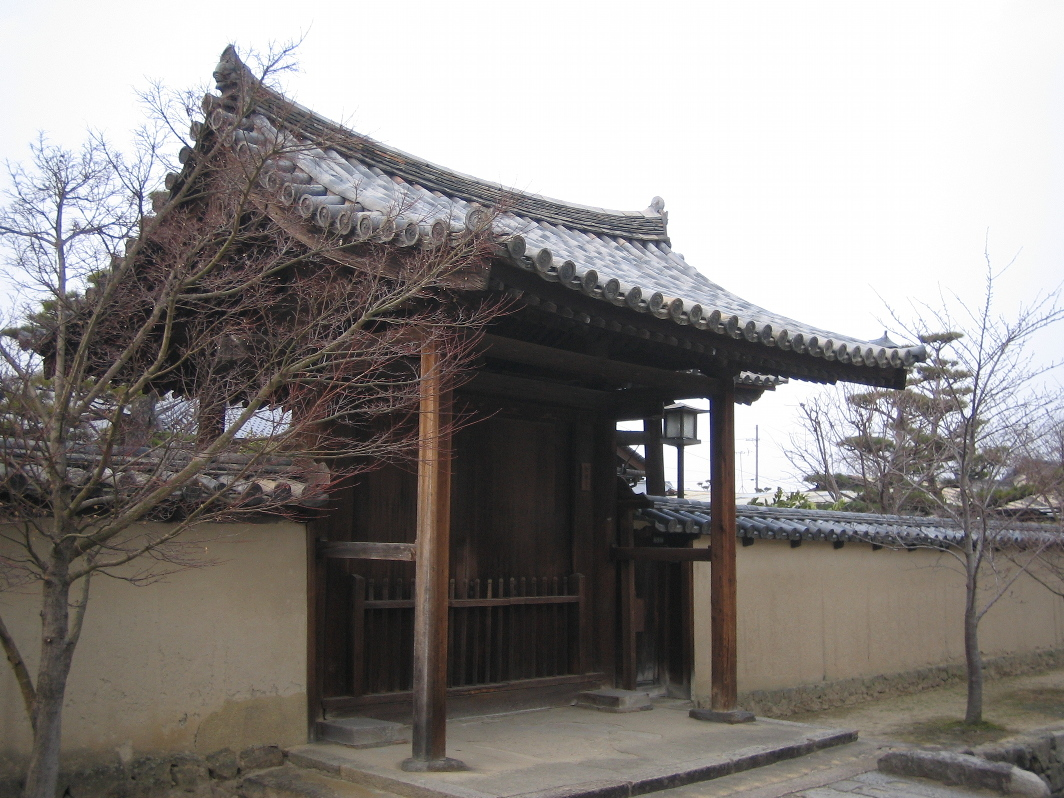
法隆寺東院の四脚門

四脚門（よつあしもん、しきゃくもん）とは日本の門の建築様式のひとつで、門柱の前後に控柱を2本ずつ、左右合わせて4本立てたもの。四足門とも表記される。
重要文化財として残る日本の門の建築様式の中では最も多いものであり、正門に配されることの多い格式の高い門とされる。遺構として残るものは鎌倉時代以降のものだが、奈良時代から存在すると言われている。

## 主な遺構

### 国宝
- 豊国神社 唐門
- 崇福寺 第一峰門

### 重要文化財
- 小松天満宮 神門
- 法隆寺東院 四脚門
- 金刀比羅宮 表書院及び四脚門 （1654年 - 1660年頃）